# モーリッツ (ザクセン選帝侯)
モーリッツ（Moritz, 1521年3月21日 - 1553年7月9日）は、ザクセン公（在位：1541年 - 1553年）、ザクセン選帝侯（在位：1547年 - 1553年）。シュマルカルデン戦争で神聖ローマ皇帝カール5世に味方し、選帝侯の位を授かった。

## 生涯
1521年3月21日、ザクセン公ハインリヒ4世の息子として生まれる。1541年、父が死亡したためザクセン公位を継承した。モーリッツは神聖ローマ皇帝カール5世に従い、1542年にはオスマン帝国のスレイマン1世と戦い、1543年にはユーリヒ＝クレーフェ＝ベルク公ヴィルヘルム5世と戦い、1544年にはフランス王フランソワ1世と戦った。
1543年、カール5世はモーリッツにザクセン選帝侯位を与えることを条件に、シュマルカルデン同盟と戦うことを要請した。ヴェッティン家は1464年以降、エルンスト系とアルブレヒト系に分かれており、当時はエルンスト系がザクセン選帝侯位を有しており、モーリッツの又従兄でシュマルカルデン同盟の指導者ヨハン･フリードリヒ（エルンスト系）が当時のザクセン選帝侯であった。また、もう一人の同盟の指導者ヘッセン方伯フィリップはモーリッツの妻アグネスの父であった。つまり、モーリッツを引き入れることによって、同盟の中核を揺るがすことが出来たのである。モーリッツは条件を受け入れ、カール5世に味方することを宣言した。
1546年から開始されたシュマルカルデン戦争において、モーリッツはカール5世の腹心として働き、1547年4月24日のミュールベルクの戦いで同盟を敗北させた。戦後、約束通りモーリッツはザクセン選帝侯位と広大な領地を授かった。しかし、この裏切りのためモーリッツは「マイセンのユダ」と呼ばれるようになった。
戦争に勝利したカール5世はアウクスブルクに帝国諸侯、都市代表者を集め、ルター派を異端とする暫定規定の受諾を迫った。この時、マクデブルクだけが規定の受諾を拒否したため、カール5世はモーリッツを派遣して同市を包囲させた。しかし、自身プロテスタントだったモーリッツは、カール5世のやり方が許容できなかった。そこで、マクデブルクが降伏したかのように見せかけて包囲を解き、フランス王アンリ2世とシャンボール条約を結んで1552年3月、逆にアウクスブルクのカール5世を攻撃した。カール5世はインスブルックに逃亡し、弟のフェルディナント1世にモーリッツとの和平交渉を委ねた。
1552年8月、パッサウでルター派を容認する旨の和平交渉が結ばれた（パッサウ条約）。これは1555年のアウクスブルクの和議の原型となった。モーリッツは再びカール5世と協力し、混乱に乗じて侵攻してきたオスマン帝国を退けた。1553年、ブランデンブルク＝クルムバッハ辺境伯アルブレヒト・アルキビアデス（好戦公）がパッサウの和約の受諾を拒否したため、モーリッツはヴォルフェンビュッテル侯ハインリヒ2世と共にこれを攻撃した。1553年7月9日、ジーフェルスハウゼンの戦いでアルブレヒト・アルキビアデスを破ったものの、彼自身は戦死した。妻アグネスとの間に一人娘のアンナしかいなかったため、弟のアウグストが選帝侯を継いだ。